# Saison 2018-2019 du Real Madrid
Maillots
Dernière mise à jour : 19 mai 2019.
Chronologie
Saison précédente Saison suivante
Cette saison fait suite à la saison 2017-2018 qui a vu le Real Madrid remporter la Ligue des champions, la Supercoupe de l'UEFA, la Supercoupe d'Espagne et la Coupe du Monde des clubs de la FIFA. Cette saison est la 88e du club en Liga.
Lors de la saison 2018-2019, le Real Madrid est engagé dans 5 compétitions officielles : Liga Santander, Coupe du Roi, Ligue des Champions, Supercoupe de l'UEFA et Coupe du monde des clubs de la FIFA. 

## Pré-saison et transferts
Juste après la fin de la saison 2017-2018, l'entraîneur français Zinédine Zidane annonce qu'il quitte le Real Madrid. Il explique que « cette équipe doit continuer à gagner et les joueurs ont besoin d'un nouveau discours, d'une nouvelle méthode de travail » .
Le 12 juin, Julen Lopetegui, sélectionneur de l'Espagne, est nommé entraîneur du Real Madrid pour les 3 prochaines saisons. Il devait rester en poste lors de la Coupe du monde mais la fédération espagnole le destitue de son poste quelques heures avant le début de la compétition ,. Quelques jours plus tard, le club conclu le transfert de Rodrygo, jeune espoir brésilien pour environ 40 millions d'euros, et aussi celui du prometteur portier ukrainien Andriy Lunin.
Le 5 juillet 2018, le Real Madrid a officialisé l’arrivée d’Alvaro Odriozola (22 ans) en provenance de la Real Sociedad. Le jeune latéral droit a paraphé un contrat de six saisons avec les Merengues.
Le 10 juillet, le Real Madrid annonce dans un communiqué officiel que Cristiano Ronaldo quitte le club après 9 ans : « Le Real Madrid a décidé d'accéder à la volonté du joueur de quitter le club pour rejoindre la Juventus FC » ,. Montant du transfert : 100 millions d'euros.
Le 11 juillet, Achraf Hakimi est prêté au Borussia Dortmund pour deux saisons (30 juin 2020) .
Le 9 août, le gardien belge de Chelsea Thibaut Courtois rejoint le Real Madrid pour les 6 prochaines années, le montant du transfert est de 35 millions d'euros. Dans le même temps, le croate Mateo Kovačić fait le chemin inverse en rejoignant le club londonien sous la forme d'un prêt d'un an (juin 2019) sans option d'achat au terme du prêt ,.
Le 10 août, Théo Hernandez est prêté à la Real Sociedad jusqu'en juin 2019 .
Le 21 août, le jeune norvégien de 19 ans Martin Ødegaard est prêté au club néerlandais du Vitesse Arnhem pour une saison (juin 2019) .
Le 24 août, Raúl de Tomás est prêté au Rayo Vallecano pour une saison (juin 2019) .
Le 27 août, Andriy Lunin est prêté à Leganés jusqu'au 30 juin 2019. C'est le 6e joueur prêté par le Real Madrid cette saison .
Le 29 août, le dominicain Mariano Díaz retourne au Real Madrid contre 22 millions d'euros après avoir été transféré à l'Olympique Lyonnais la saison dernière. Il s'engage pour 5 ans (2023) .
Le 31 août, le Real Madrid et Fábio Coentrão ont trouvé un accord pour le résiliation de contrat du joueur. Le jour même, Borja Mayoral est prêté à Levante pour une saison (30 juin 2019) ,.
Le 29 octobre, au lendemain de la défaite humiliante face au FC Barcelone lors du Clásico au Camp Nou (5-1) et à la suite des mauvaises performances de l'équipe qui se trouve notamment à la 9e place en championnat, le Real Madrid décide de rompre le contrat de Julen Lopetegui et nomme l'argentin Santiago Solari au poste d'entraîneur pour une période indéterminée .
Le 17 janvier 2019, au mercato d'hiver, Kiko Casilla s'engage à Leeds United jusqu'en 2023 .
Le 11 mars, au lendemain de la victoire du Real Madrid contre le Real Valladolid (1-4), le club annonce que Santiago Solari est destitué de son poste d’entraîneur de l’équipe première à la suite d'une semaine catastrophique et 3 matchs perdus consécutivement à domicile, une semaine qui aura fait perdre les 3 titres au Real. Deux Clásicos perdus en 4 jours contre le Barça en Coupe du Roi (0-3, éliminé en 1/2 finale) et en Liga (0-1, distancé à 12 points). Sorti en 1/8 de finale face à l’Ajax Amsterdam en Ligue des champions, le Real Madrid annonce le retour de Zinedine Zidane .

## Matchs amicaux et tournée
Le 31 juillet, le Real Madrid affronte Manchester United lors de la 1re journée de l'International Champions Cup aux États-Unis.
Le 4 août, le Real Madrid affronte la Juventus Turin lors de la 2e journée de l'International Champions Cup aux États-Unis.
Le 7 août, le Real Madrid affronte l'AS Rome lors de la 3e journée de l'International Champions Cup aux États-Unis.
Le 11 août, pour le dernier match amical de pré-saison le Real Madrid affronte l'AC Milan pour le Trophée Santiago Bernabéu à Madrid.

## Effectif professionnel

### Joueurs prêtés pour la saison 2018-2019
Le tableau suivant recense les joueurs en prêts pour la saison 2018-2019.
| Joueurs prêtés |      |                 |                   |                 |                   |  |
| \| P. \| Nat. \| Nom \| Date de naissance \| Sélection \| Club en prêt \| \| \| D \| \| Achraf Hakimi \| 4 novembre 1998 (26 ans) \| Maroc \| Borussia Dortmund \| \| \| M \| \| Mateo Kovačić \| 6 mai 1994 (31 ans) \| Croatie \| Chelsea FC \| \| \| D \| \| Théo Hernandez \| 6 octobre 1997 (27 ans) \| - \| Real Sociedad \| \| \| M \| \| Martin Ødegaard \| 17 décembre 1998 (26 ans) \| Norvège \| Vitesse Arnhem \| \| \| A \| \| Raúl de Tomás \| 17 octobre 1994 (30 ans) \| - \| Rayo Vallecano \| \| \| G \| \| Andriy Lunin \| 11 février 1999 (26 ans) \| Ukraine espoirs \| CD Leganés \| \| \| A \| \| Borja Mayoral \| 5 avril 1997 (28 ans) \| Espagne espoirs \| Levante UD \| \| |      |                 |                   |                 |                   |  |
| P. | Nat. | Nom             | Date de naissance | Sélection       | Club en prêt      |  |
| D |      | Achraf Hakimi   | 4 novembre 1998   | Maroc           | Borussia Dortmund |  |
| M |      | Mateo Kovačić   | 6 mai 1994        | Croatie         | Chelsea FC        |  |
| D |      | Théo Hernandez  | 6 octobre 1997    | -               | Real Sociedad     |  |
| M |      | Martin Ødegaard | 17 décembre 1998  | Norvège         | Vitesse Arnhem    |  |
| A |      | Raúl de Tomás   | 17 octobre 1994   | -               | Rayo Vallecano    |  |
| G |      | Andriy Lunin    | 11 février 1999   | Ukraine espoirs | CD Leganés        |  |
| A |      | Borja Mayoral   | 5 avril 1997      | Espagne espoirs | Levante UD        |  |

| P. | Nat. | Nom             | Date de naissance | Sélection       | Club en prêt      |  |
| D  |      | Achraf Hakimi   | 4 novembre 1998   | Maroc           | Borussia Dortmund |  |
| M  |      | Mateo Kovačić   | 6 mai 1994        | Croatie         | Chelsea FC        |  |
| D  |      | Théo Hernandez  | 6 octobre 1997    | -               | Real Sociedad     |  |
| M  |      | Martin Ødegaard | 17 décembre 1998  | Norvège         | Vitesse Arnhem    |  |
| A  |      | Raúl de Tomás   | 17 octobre 1994   | -               | Rayo Vallecano    |  |
| G  |      | Andriy Lunin    | 11 février 1999   | Ukraine espoirs | CD Leganés        |  |
| A  |      | Borja Mayoral   | 5 avril 1997      | Espagne espoirs | Levante UD        |  |

## Recrutement

### Arrivées
| Joueur            | Pays                   | Âge | Poste          | Type de transfert | Durée        | Indemnité        | Période         | Provenance                       |
| ----------------- | ---------------------- | --- | -------------- | ----------------- | ------------ | ---------------- | --------------- | -------------------------------- |
| Vinícius Júnior   | Brésil                 | 17  | Attaquant      | Transfert         | 5 ans (2023) | 45 millions d'€  |                 | CR Flamengo (Série A)            |
| Raúl de Tomás     | Espagne                | 23  | Attaquant      | Retour de prêt    | 5 ans (2023) | -                |                 | Rayo Vallecano (Liga Santander)  |
| Andriy Lunin      | Ukraine                | 19  | Gardien de but | Transfert         | 6 ans (2024) | 8,5 millions d'€ |                 | Zorya Louhansk (Premier-Liga)    |
| Alvaro Odriozola  | Espagne                | 22  | Arrière droit  | Transfert         | 6 ans (2024) | 40 millions d'€  |                 | Real Sociedad (Liga Santander)   |
| Martin Ødegaard   | Norvège                | 19  | Milieu         | Retour de prêt    | 3 ans (2021) | -                |                 | SC Heerenveen (Eredevise)        |
| Philipp Lienhart  | Autriche               | 21  | Défenseur      | Retour de prêt    | -            | -                |                 | SC Fribourg (Bundesliga)         |
| Fábio Coentrão    | Portugal               | 30  | Défenseur      | Retour de prêt    | 1 an (2019)  | -                |                 | Sporting Portugal (Liga NOS)     |
| Federico Valverde | Uruguay                | 20  | Milieu         | Promotion         | 3 ans (2021) | -                |                 | Real Madrid Castilla             |
| Thibaut Courtois  | Belgique               | 26  | Gardien de but | Transfert         | 6 ans (2024) | 35 millions d'€  |                 | Chelsea FC (Premier League)      |
| Mariano Díaz      | République dominicaine | 25  | Attaquant      | Transfert         | 5 ans (2023) | 22 millions d'€  |                 | Olympique Lyonnais (Ligue 1)     |
| Brahim Díaz       | Espagne                | 19  | Milieu         | Transfert         | 6 ans (2025) | 17 millions d'€  | Mercato d'hiver | Manchester City (Premier League) |

### Départs
| Joueur            | Nationalité | Âge | Poste             | Type de transfert      | Durée        | Indemnité        | Période         | Destination                     |
| ----------------- | ----------- | --- | ----------------- | ---------------------- | ------------ | ---------------- | --------------- | ------------------------------- |
| Achraf Hakimi     | Maroc       | 19  | Défenseur         | Prêt                   | 2 ans (2020) | -                |                 | Borussia Dortmund (Bundesliga)  |
| Cristiano Ronaldo | Portugal    | 33  | Attaquant         | Transfert              | 4 ans (2022) | 100 millions d'€ |                 | Juventus Turin (Série A)        |
| Philipp Lienhart  | Autriche    | 21  | Défenseur         | Transfert              | -            | 2 millions d'€   |                 | SC Fribourg (Bundesliga)        |
| Mateo Kovačić     | Croatie     | 24  | Milieu de terrain | Prêt                   | 1 an (2019)  | -                |                 | Chelsea FC (Premier League)     |
| Théo Hernandez    | France      | 20  | Défenseur         | Prêt                   | 1 an (2019)  | -                |                 | Real Sociedad (Liga Santander)  |
| Martin Ødegaard   | Norvège     | 19  | Milieu de terrain | Prêt                   | 1 an (2019)  | -                |                 | Vitesse Arnhem (Eredevise)      |
| Raúl de Tomás     | Espagne     | 23  | Attaquant         | Prêt                   | 1 an (2019)  | -                |                 | Rayo Vallecano (Liga Santander) |
| Andriy Lunin      | Ukraine     | 19  | Gardien de but    | Prêt                   | 1 an (2019)  | -                |                 | CD Leganés (Liga Santander)     |
| Fábio Coentrão    | Portugal    | 30  | Défenseur         | Résiliation de contrat | -            | -                |                 | Rio Ave (Liga NOS)              |
| Borja Mayoral     | Espagne     | 21  | Attaquant         | Prêt                   | 1 an (2019)  | -                |                 | Levante UD (Liga Santander)     |
| Kiko Casilla      | Espagne     | 32  | Gardien de but    | Transfert              | 4 ans (2023) | ?                | Mercato d'hiver | Leeds United (Championship)     |

## Les rencontres de la saison

### Matchs amicaux
| Date                        | Adversaire        | Division | Lieu                                         | Score | Buteurs                               |
| International Champions Cup |                   |          |                                              |       |                                       |
| 31 juillet 2018             | Manchester United | D1       | Hard Rock Stadium, Miami, États-Unis         | 1-2   | Benzema 48e                           |
| 4 août 2018                 | Juventus Turin    | D1       | FedExField, Landover, États-Unis             | 3-1   | Bale 39e, Asensio 47e 56e             |
| 7 août 2018                 | AS Rome           | D1       | MetLife Stadium, East Rutherford, États-Unis | 2-1   | Asensio 2e, Bale 15e                  |
| Trophée Santiago Bernabéu   |                   |          |                                              |       |                                       |
| 11 août 2018                | AC Milan          | D1       | Santiago Bernabéu, Madrid, Espagne           | 3-1   | Benzema 2e, Bale 45+1e, Mayoral 90+1e |

### Supercoupe de l'UEFA
| Date       | Tour   | Adversaire      | Lieu                              | Score  | Buteurs                       |
| ---------- | ------ | --------------- | --------------------------------- | ------ | ----------------------------- |
| 15/08/2018 | Finale | Atlético Madrid | A. Le Coq Arena, Tallinn, Estonie | 2-4 ap | Benzema 27e, Ramos 63e (pen.) |

Le 15 août 2018 le Real Madrid perd la finale de la Supercoupe de l'UEFA contre l'Atlético Madrid en prolongations.

### Coupe du monde des clubs de la FIFA
| Date       | Tour       | Adversaire      | Lieu                                               | Score | Buteurs                                                |
| ---------- | ---------- | --------------- | -------------------------------------------------- | ----- | ------------------------------------------------------ |
| 19/12/2018 | 1/2 finale | Kashima Antlers | Stade Sheikh Zayed, Abou Dabi, Émirats arabes unis | 1-3   | Bale 44e 53e 55e                                       |
| 22/12/2018 | Finale     | Al-Aïn          | Stade Sheikh Zayed, Abou Dabi, Émirats arabes unis | 4-1   | Modrić 14e, Llorente 60e, Ramos 79e, Nader 90+1e (csc) |

Le 22 décembre 2018 le Real Madrid remporte la Coupe du Monde des clubs contre Al-Aïn.
| Coupe du monde des clubs Vainqueur 2018 |
| --------------------------------------- |
| Real Madrid 4e Titre                    |

### Coupe du Roi
| Date       | Tour                     | Adversaire   | Lieu                                 | Score | Buteurs                                                  |
| ---------- | ------------------------ | ------------ | ------------------------------------ | ----- | -------------------------------------------------------- |
| 31/10/2018 | 1/16e de finale (aller)  | UD Melilla   | Álvarez Claro, Melilla               | 0-4   | Benzema 28e, Asensio 45+1e, Odriozola 79e, Cristo 90+2e  |
| 06/12/2018 | 1/16e de finale (retour) | UD Melilla   | Santiago Bernabéu, Madrid            | 6-1   | Asensio 33e 35e, Sánchez 39e, Isco 47e 83e, Vinícius 75e |
| 09/01/2019 | 1/8e de finale (aller)   | CD Leganés   | Santiago Bernabéu, Madrid            | 3-0   | Ramos 44e (pen.), Vázquez 68e, Vinícius 77e              |
| 16/01/2019 | 1/8e de finale (retour)  | CD Leganés   | Butarque, Leganés                    | 1-0   |                                                          |
| 24/01/2019 | 1/4 de finale (aller)    | Gérone FC    | Santiago Bernabéu, Madrid            | 4-2   | Vázquez 18e, Ramos 42e (pen.) 77e, Benzema 80e           |
| 31/01/2019 | 1/4 de finale (retour)   | Gérone FC    | Stade municipal de Montilivi, Gérone | 1-3   | Benzema 27e 43e, Llorente 76e                            |
| 06/02/2019 | 1/2 finale (aller)       | FC Barcelone | Camp Nou, Barcelone                  | 1-1   | Vázquez 6e                                               |
| 27/02/2019 | 1/2 finale (retour)      | FC Barcelone | Santiago Bernabéu, Madrid            | 0-3   |                                                          |

Le 27 février 2019 le Real Madrid est éliminé en 1/2 finale de la Coupe du Roi contre le FC Barcelone.

### Liga Santander
| Date       | J.  | Adversaire         | Lieu                                   | Score | Buteurs                                                         |
| ---------- | --- | ------------------ | -------------------------------------- | ----- | --------------------------------------------------------------- |
| 19/08/2018 | 1re | Getafe CF          | Santiago Bernabéu, Madrid              | 2-0   | Carvajal 20e, Bale 51e                                          |
| 26/08/2018 | 2e  | Gérone FC          | Stade municipal de Montilivi, Gérone   | 1-4   | Ramos 39e (pen.), Benzema 52e (pen.) 80e, Bale 59e              |
| 01/09/2018 | 3e  | CD Leganés         | Santiago Bernabéu, Madrid              | 4-1   | Bale 17e, Benzema 48e 61e, Ramos 66e (pen.)                     |
| 15/09/2018 | 4e  | Athletic Bilbao    | San Mamés, Bilbao                      | 1-1   | Isco 63e                                                        |
| 22/09/2018 | 5e  | Espanyol Barcelone | Santiago Bernabéu, Madrid              | 1-0   | Asensio 41e                                                     |
| 26/09/2018 | 6e  | Séville FC         | Sánchez Pizjuán, Séville               | 3-0   |                                                                 |
| 29/09/2018 | 7e  | Atlético Madrid    | Santiago Bernabéu, Madrid              | 0-0   |                                                                 |
| 06/10/2018 | 8e  | Deportivo Alavés   | Stade de Mendizorroza, Vitoria-Gasteiz | 1-0   |                                                                 |
| 20/10/2018 | 9e  | Levante UD         | Santiago Bernabéu, Madrid              | 1-2   | Marcelo 72e                                                     |
| 28/10/2018 | 10e | FC Barcelone       | Camp Nou, Barcelone                    | 5-1   | Marcelo 50e                                                     |
| 03/11/2018 | 11e | Real Valladolid    | Santiago Bernabéu, Madrid              | 2-0   | Kiko Olivas 83e (csc), Ramos 88e (pen.)                         |
| 11/11/2018 | 12e | Celta Vigo         | Balaídos, Vigo                         | 2-4   | Benzema 23e, Cabral 56e (csc), Ramos 83e (pen.), Ceballos 90+1e |
| 24/11/2018 | 13e | SD Eibar           | Stade municipal d'Ipurua, Eibar        | 3-0   |                                                                 |
| 01/12/2018 | 14e | Valence CF         | Santiago Bernabéu, Madrid              | 2-0   | Wass 8e (csc), Vázquez 83e                                      |
| 09/12/2018 | 15e | SD Huesca          | El Alcoraz, Huesca                     | 0-1   | Bale 8e                                                         |
| 15/12/2018 | 16e | Rayo Vallecano     | Santiago Bernabéu, Madrid              | 1-0   | Benzema 13e                                                     |
| 03/01/2019 | 17e | Villarreal CF      | Stade de la Cerámica, Vila-real        | 2-2   | Benzema 7e, Varane 20e                                          |
| 06/01/2019 | 18e | Real Sociedad      | Santiago Bernabéu, Madrid              | 0-2   |                                                                 |
| 13/01/2019 | 19e | Betis Séville      | Benito-Villamarín, Séville             | 1-2   | Modrić 13e, Ceballos 88e (c.f)                                  |
| 19/01/2019 | 20e | Séville FC         | Santiago Bernabéu, Madrid              | 2-0   | Casemiro 78e, Modrić 90+2e                                      |
| 27/01/2019 | 21e | Espanyol Barcelone | Cornellá-El Prat, Barcelone            | 2-4   | Benzema 4e 45+1e, Ramos 15e, Bale 67e                           |
| 03/02/2019 | 22e | Deportivo Alavés   | Santiago Bernabéu, Madrid              | 3-0   | Benzema 30e, Vinícius 80e, Mariano 90+1e                        |
| 09/02/2019 | 23e | Atlético Madrid    | Wanda Metropolitano, Madrid            | 1-3   | Casemiro 16e, Ramos 42e (pen.), Bale 74e                        |
| 17/02/2019 | 24e | Gérone FC          | Santiago Bernabéu, Madrid              | 1-2   | Casemiro 25e                                                    |
| 24/02/2019 | 25e | Levante UD         | Stade Ciutat de València, Valence      | 1-2   | Benzema 43e (pen.), Bale 78e (pen.)                             |
| 02/03/2019 | 26e | FC Barcelone       | Santiago Bernabéu, Madrid              | 0-1   |                                                                 |
| 10/03/2019 | 27e | Real Valladolid    | Stade José-Zorrilla, Valladolid        | 1-4   | Varane 34e, Benzema 51e (pen.) 59e, Modrić 85e                  |
| 16/03/2019 | 28e | Celta Vigo         | Santiago Bernabéu, Madrid              | 2-0   | Isco 62e, Bale 77e                                              |
| 31/03/2019 | 29e | SD Huesca          | Santiago Bernabéu, Madrid              | 3 -2  | Isco 25e, Ceballos 62e, Benzema 89e                             |
| 03/04/2019 | 30e | Valence CF         | Mestalla, Valence                      | 2-1   | Benzema 90+3e                                                   |
| 06/04/2019 | 31e | SD Eibar           | Santiago Bernabéu, Madrid              | 2-1   | Benzema 59e 81e                                                 |
| 15/04/2019 | 32e | CD Leganés         | Butarque, Leganés                      | 1-1   | Benzema 51e                                                     |
| 21/04/2019 | 33e | Athletic Bilbao    | Santiago Bernabéu, Madrid              | 3-0   | Benzema 47e 76e 90e                                             |
| 25/04/2019 | 34e | Getafe CF          | Coliseum Alfonso Pérez, Getafe         | 0-0   |                                                                 |
| 28/04/2019 | 35e | Rayo Vallecano     | Stade de Vallecas, Madrid              | 1-0   |                                                                 |
| 05/05/2019 | 36e | Villarreal CF      | Santiago Bernabéu, Madrid              | 3-2   | Mariano 2e 49e, Vallejo 40e                                     |
| 12/05/2019 | 37e | Real Sociedad      | Anoeta, Saint-Sébastien                | 3-1   | Brahim 6e                                                       |
| 19/05/2019 | 38e | Betis Séville      | Santiago Bernabéu, Madrid              | 0-2   |                                                                 |

#### Classement
| Rang | Équipe                | Pts | J  | G  | N  | P  | Bp | Bc | Diff |
| ---- | --------------------- | --- | -- | -- | -- | -- | -- | -- | ---- |
| 1    | FC Barcelona T S      | 87  | 38 | 26 | 9  | 3  | 90 | 36 | +54  |
| 2    | Atlético de Madrid SU | 76  | 38 | 22 | 10 | 6  | 55 | 29 | +26  |
| 3    | Real Madrid MC        | 68  | 38 | 21 | 5  | 12 | 63 | 46 | +17  |
| 4    | Valencia CF           | 61  | 38 | 15 | 16 | 7  | 51 | 35 | +16  |
| 5    | Getafe CF             | 59  | 38 | 15 | 14 | 9  | 48 | 35 | +13  |
| 6    | Sevilla FC            | 59  | 38 | 17 | 8  | 13 | 62 | 47 | +15  |
| 7    | RCD Espanyol          | 53  | 38 | 14 | 11 | 13 | 48 | 50 | -2   |
| 8    | Athletic Club         | 53  | 38 | 13 | 14 | 11 | 41 | 45 | -4   |
| 9    | Real Sociedad         | 50  | 38 | 13 | 11 | 14 | 45 | 46 | -1   |
| 10   | Real Betis            | 50  | 38 | 14 | 8  | 16 | 44 | 52 | -8   |
| 11   | D. Alavés             | 50  | 38 | 13 | 11 | 14 | 39 | 50 | -11  |
| 12   | SD Eibar              | 47  | 38 | 11 | 14 | 13 | 46 | 50 | -4   |
| 13   | CD Leganés            | 45  | 38 | 11 | 12 | 15 | 37 | 43 | -6   |
| 14   | Villarreal CF         | 44  | 38 | 10 | 13 | 15 | 49 | 52 | -3   |
| 15   | Levante UD            | 44  | 38 | 11 | 11 | 16 | 59 | 66 | -7   |
| 16   | R. Valladolid CF P    | 41  | 38 | 10 | 11 | 17 | 32 | 51 | -19  |
| 17   | RC Celta              | 41  | 38 | 10 | 11 | 17 | 53 | 62 | -9   |
| 18   | Girona FC             | 37  | 38 | 9  | 10 | 19 | 37 | 53 | -16  |
| 19   | SD Huesca P           | 33  | 38 | 7  | 12 | 19 | 43 | 65 | -22  |
| 20   | Rayo Vallecano P      | 32  | 38 | 8  | 8  | 22 | 41 | 70 | -29  |

Qualifications européennes
Ligue des champions 2019-2020
- 1er, 2e, 3e, et 4e : phase de groupes

Ligue Europa 2019-2020
- 5e et 6e : phase de groupes
- 7e  : 2e tour de qualification

Relégation
- 18e, 19e et 20e : relégation en Liga 2

Abréviations
- T : Tenant du titre
- C : Vainqueur de la Coupe du Roi 2018-2019
- S : Vainqueur de la Supercoupe d'Espagne 2018
- SU : Vainqueur de la Supercoupe de l'UEFA 2018
- MC : Vainqueur du Mondial des clubs 2018
- P : Promus de Liga 2

1. ↑  Getafe est devant Séville en vertu des points en confrontations directes.
2. ↑  L'Espanyol est devant l'Athletic Bilbao en vertu des points en confrontations directes.
3. ↑  Villarreal est devant Levante en vertu des points en confrontations directes.
4. ↑  Valladolid est devant le Celta Vigo en vertu des points en confrontations directes.

Le 19 mai 2019 le Real Madrid termine à la 3e place de la Liga.

### Ligue des champions de l'UEFA

#### Phase de Groupes
| Date       | J.  | Adversaire     | Lieu                      | Score | Buteurs                                                 |
| ---------- | --- | -------------- | ------------------------- | ----- | ------------------------------------------------------- |
| 19/09/2018 | 1re | AS Rome        | Santiago Bernabéu, Madrid | 3-0   | Isco 45e (cf.), Bale 58e, Mariano 90+2e                 |
| 02/10/2018 | 2e  | CSKA Moscou    | Stade Loujniki, Moscou    | 1-0   |                                                         |
| 23/10/2018 | 3e  | Viktoria Plzeň | Santiago Bernabéu, Madrid | 2-1   | Benzema 11e, Marcelo 55e                                |
| 07/11/2018 | 4e  | Viktoria Plzeň | Doosan Arena, Plzeň       | 0-5   | Benzema 20e 37e, Casemiro 23e, Bale 40e, Toni Kroos 67e |
| 27/11/2018 | 5e  | AS Rome        | Stadio Olimpico, Rome     | 0-2   | Bale 47e, Vázquez 59e                                   |
| 12/12/2018 | 6e  | CSKA Moscou    | Santiago Bernabéu, Madrid | 0-3   |                                                         |

| Rang | Équipe         | Pts | J | G | N | P | Bp | Bc | Diff |  | Résultats (▼ dom., ► ext.) |     |     |     |     |
| ---- | -------------- | --- | - | - | - | - | -- | -- | ---- |  | -------------------------- | --- | --- | --- | --- |
| 1    | Real Madrid    | 12  | 6 | 4 | 0 | 2 | 12 | 5  | +7   |  | Real Madrid                |     | 3-0 | 0-3 | 2-1 |
| 2    | AS Rome        | 9   | 6 | 3 | 0 | 3 | 11 | 8  | +3   |  | AS Rome                    | 0-2 |     | 5-0 | 3-0 |
| 3    | Viktoria Plzeň | 7   | 6 | 2 | 1 | 3 | 7  | 16 | -9   |  | Viktoria Plzeň             | 0-5 | 2-1 |     | 2-2 |
| 4    | CSKA Moscou    | 7   | 6 | 2 | 1 | 3 | 8  | 9  | -1   |  | CSKA Moscou                | 1-0 | 1-2 | 1-2 |     |

#### 1/8 de finale
| Date       | Tour   | Adversaire     | Lieu                           | Score | Buteurs                  |
| ---------- | ------ | -------------- | ------------------------------ | ----- | ------------------------ |
| 13/02/2019 | Aller  | Ajax Amsterdam | Johan Cruijff ArenA, Amsterdam | 1-2   | Benzema 60e, Asensio 87e |
| 05/03/2019 | Retour | Ajax Amsterdam | Santiago Bernabéu, Madrid      | 1-4   | Asensio 70e              |

Le 5 mars 2019 le Real Madrid est éliminé en 1/8e de  finale de la Ligue des champions contre l’Ajax Amsterdam.

## Statistiques

### Statistiques collectives
T = Tenant du titre.
| Compétition                | Débute au tour   | Termine        | Matches joués | Gagnés | Nuls | Perdus | Buts pour | Buts contre | Différence |
| -------------------------- | ---------------- | -------------- | ------------- | ------ | ---- | ------ | --------- | ----------- | ---------- |
| Liga Santander             | 1re Journée      | 3e place       | 38            | 21     | 5    | 12     | 63        | 46          | +17        |
| Coupe du Roi               | 1/16 de finale   | 1/2 finale     | 8             | 5      | 1    | 2      | 21        | 9           | +12        |
| Ligue des champions T      | Phase de groupes | 1/8e de finale | 8             | 5      | 0    | 3      | 15        | 10          | +5         |
| Supercoupe de l'UEFA T     | Finaliste        | Finaliste      | 1             | 0      | 0    | 1      | 2         | 4           | -2         |
| Coupe du monde des clubs T | 1/2 finale       | Vainqueur      | 2             | 2      | 0    | 0      | 7         | 2           | +5         |
| Total                      | Total            | Total          | 57            | 33     | 6    | 18     | 108       | 71          | +37        |

### Statistiques individuelles
(Mis à jour le 19 mai 2019)
| Numéro | Nat. | Nom               | Liga Santander | Liga Santander | Liga Santander | Ligue des champions | Ligue des champions | Ligue des champions | Coupe du Roi | Coupe du Roi | Coupe du Roi   | Supercoupe de l'UEFA | Supercoupe de l'UEFA | Supercoupe de l'UEFA | Coupe du monde des clubs | Coupe du monde des clubs | Coupe du monde des clubs | Total | Total       | Total          |
| Numéro | Nat. | Nom               | M.j.           | But inscrit    | Passe décisive | M.j.                | But inscrit         | Passe décisive      | M.j.         | But inscrit  | Passe décisive | M.j.                 | But inscrit          | Passe décisive       | M.j.                     | But inscrit              | Passe décisive           | M.j.  | But inscrit | Passe décisive |
| ------ | ---- | ----------------- | -------------- | -------------- | -------------- | ------------------- | ------------------- | ------------------- | ------------ | ------------ | -------------- | -------------------- | -------------------- | -------------------- | ------------------------ | ------------------------ | ------------------------ | ----- | ----------- | -------------- |
| 1      |      | Keylor Navas      | 10             | -7             | 0              | 3                   | -2                  | 0                   | 7            | -7           | 0              | 1                    | -4                   | 0                    | 0                        | 0                        | 0                        | 21    | -20         | 0              |
| 2      |      | Daniel Carvajal   | 24             | 1              | 2              | 6                   | 0                   | 1                   | 4            | 0            | 2              | 1                    | 0                    | 0                    | 2                        | 0                        | 0                        | 37    | 1           | 5              |
| 3      |      | Jesús Vallejo     | 5              | 1              | 0              | 1                   | 0                   | 0                   | 1            | 0            | 0              | 0                    | 0                    | 0                    | 0                        | 0                        | 0                        | 7     | 1           | 0              |
| 4      |      | Sergio Ramos      | 28             | 6              | 1              | 5                   | 0                   | 0                   | 6            | 3            | 0              | 1                    | 1                    | 0                    | 2                        | 1                        | 0                        | 42    | 11          | 1              |
| 5      |      | Raphael Varane    | 32             | 2              | 0              | 4                   | 0                   | 0                   | 4            | 0            | 0              | 1                    | 0                    | 0                    | 2                        | 0                        | 0                        | 43    | 2           | 0              |
| 6      |      | Nacho             | 20             | 0              | 1              | 5                   | 0                   | 0                   | 5            | 0            | 0              | 0                    | 0                    | 0                    | 0                        | 0                        | 0                        | 30    | 0           | 1              |
| 7      |      | Mariano Díaz      | 13             | 3              | 0              | 5                   | 1                   | 0                   | 1            | 0            | 0              | 0                    | 0                    | 0                    | 0                        | 0                        | 0                        | 19    | 4           | 0              |
| 8      |      | Toni Kroos        | 28             | 0              | 4              | 8                   | 1                   | 2                   | 4            | 0            | 0              | 1                    | 0                    | 0                    | 2                        | 0                        | 0                        | 43    | 1           | 6              |
| 9      |      | Karim Benzema     | 36             | 21             | 6              | 8                   | 4                   | 2                   | 5            | 4            | 1              | 1                    | 1                    | 0                    | 2                        | 0                        | 1                        | 53    | 30          | 10             |
| 10     |      | Luka Modrić       | 34             | 3              | 6              | 6                   | 0                   | 1                   | 3            | 0            | 0              | 1                    | 0                    | 0                    | 2                        | 1                        | 1                        | 46    | 4           | 8              |
| 11     |      | Gareth Bale       | 29             | 8              | 3              | 7                   | 3                   | 2                   | 3            | 0            | 0              | 1                    | 0                    | 1                    | 2                        | 3                        | 0                        | 41    | 14          | 6              |
| 12     |      | Marcelo           | 23             | 2              | 2              | 5                   | 1                   | 1                   | 3            | 0            | 1              | 1                    | 0                    | 0                    | 2                        | 0                        | 2                        | 34    | 3           | 6              |
| 14     |      | Casemiro          | 29             | 3              | 0              | 6                   | 1                   | 0                   | 5            | 0            | 0              | 1                    | 0                    | 0                    | 2                        | 0                        | 0                        | 43    | 4           | 0              |
| 15     |      | Federico Valverde | 16             | 0              | 0              | 4                   | 0                   | 0                   | 5            | 0            | 0              | 0                    | 0                    | 0                    | 0                        | 0                        | 0                        | 25    | 0           | 0              |
| 17     |      | Lucas Vázquez     | 31             | 1              | 3              | 6                   | 1                   | 1                   | 7            | 3            | 0              | 1                    | 0                    | 0                    | 2                        | 0                        | 0                        | 47    | 5           | 4              |
| 18     |      | Marcos Llorente   | 7              | 0              | 0              | 2                   | 0                   | 0                   | 5            | 1            | 0              | 0                    | 0                    | 0                    | 2                        | 1                        | 0                        | 16    | 2           | 0              |
| 19     |      | Alvaro Odriozola  | 14             | 0              | 2              | 3                   | 0                   | 0                   | 5            | 1            | 4              | 0                    | 0                    | 0                    | 0                        | 0                        | 0                        | 22    | 1           | 6              |
| 20     |      | Marco Asensio     | 30             | 1              | 5              | 7                   | 2                   | 0                   | 5            | 3            | 1              | 1                    | 0                    | 0                    | 1                        | 0                        | 0                        | 44    | 6           | 6              |
| 21     |      | Brahim Díaz       | 9              | 1              | 1              | 0                   | 0                   | 0                   | 2            | 0            | 0              | 0                    | 0                    | 0                    | 0                        | 0                        | 0                        | 11    | 1           | 1              |
| 22     |      | Isco              | 27             | 3              | 1              | 4                   | 1                   | 0                   | 4            | 2            | 0              | 1                    | 0                    | 0                    | 1                        | 0                        | 0                        | 36    | 6           | 1              |
| 23     |      | Sergio Reguilón   | 14             | 0              | 2              | 4                   | 0                   | 1                   | 4            | 0            | 0              | 0                    | 0                    | 0                    | 0                        | 0                        | 0                        | 22    | 0           | 3              |
| 24     |      | Dani Ceballos     | 23             | 3              | 0              | 3                   | 0                   | 0                   | 6            | 0            | 2              | 1                    | 0                    | 0                    | 1                        | 0                        | 0                        | 34    | 3           | 2              |
| 25     |      | Thibaut Courtois  | 27             | -36            | 0              | 5                   | -9                  | 0                   | 1            | -2           | 0              | 0                    | 0                    | 0                    | 2                        | -2                       | 0                        | 35    | -49         | 0              |
| 28     |      | Vinícius Júnior   | 18             | 1              | 0              | 4                   | 0                   | 2                   | 8            | 2            | 6              | 0                    | 0                    | 0                    | 1                        | 0                        | 0                        | 31    | 3           | 8              |
| 30     |      | Luca Zidane       | 1              | -2             | 0              | 0                   | 0                   | 0                   | 0            | 0            | 0              | 0                    | 0                    | 0                    | 0                        | 0                        | 0                        | 1     | -2          | 0              |
| 31     |      | Javi Sánchez      | 1              | 0              | 0              | 2                   | 0                   | 0                   | 2            | 1            | 0              | 0                    | 0                    | 0                    | 0                        | 0                        | 0                        | 5     | 1           | 0              |
| 36     |      | Álvaro Fidalgo    | 0              | 0              | 0              | 0                   | 0                   | 0                   | 1            | 0            | 0              | 0                    | 0                    | 0                    | 0                        | 0                        | 0                        | 1     | 0           | 0              |
| 37     |      | Fran Garcia       | 0              | 0              | 0              | 0                   | 0                   | 0                   | 1            | 0            | 1              | 0                    | 0                    | 0                    | 0                        | 0                        | 0                        | 1     | 0           | 1              |

### Discipline
| Numéro | Nom               | Liga Santander | Liga Santander | Liga Santander | Ligue des champions | Ligue des champions | Ligue des champions | Coupe du Roi | Coupe du Roi | Coupe du Roi | Supercoupe de l'UEFA | Supercoupe de l'UEFA | Supercoupe de l'UEFA | Coupe du monde des clubs | Coupe du monde des clubs | Coupe du monde des clubs | Total  | Total | Total        |
| Numéro | Nom               | Averti         |                | Carton rouge   | Averti              |                     | Carton rouge        | Averti       |              | Carton rouge | Averti               |                      | Carton rouge         | Averti                   |                          | Carton rouge             | Averti |       | Carton rouge |
| ------ | ----------------- | -------------- | -------------- | -------------- | ------------------- | ------------------- | ------------------- | ------------ | ------------ | ------------ | -------------------- | -------------------- | -------------------- | ------------------------ | ------------------------ | ------------------------ | ------ | ----- | ------------ |
| 2      | Daniel Carvajal   | 10             | 0              | 0              | 1                   | 0                   | 0                   | 2            | 0            | 0            | 0                    | 0                    | 0                    | 1                        | 0                        | 0                        | 14     | 0     | 0            |
| 4      | Sergio Ramos      | 6              | 1              | 0              | 3                   | 0                   | 0                   | 2            | 0            | 0            | 1                    | 0                    | 0                    | 1                        | 0                        | 0                        | 13     | 1     | 0            |
| 6      | Nacho             | 6              | 1              | 0              | 1                   | 1                   | 0                   | 2            | 0            | 0            | 0                    | 0                    | 0                    | 0                        | 0                        | 0                        | 9      | 2     | 0            |
| 10     | Luka Modrić       | 6              | 0              | 0              | 1                   | 0                   | 0                   | 0            | 0            | 0            | 1                    | 0                    | 0                    | 0                        | 0                        | 0                        | 8      | 0     | 0            |
| 12     | Marcelo           | 6              | 0              | 0              | 0                   | 0                   | 0                   | 1            | 0            | 0            | 1                    | 0                    | 0                    | 0                        | 0                        | 0                        | 8      | 0     | 0            |
| 14     | Casemiro          | 5              | 1              | 0              | 0                   | 0                   | 0                   | 2            | 0            | 0            | 0                    | 0                    | 0                    | 0                        | 0                        | 0                        | 7      | 1     | 0            |
| 15     | Federico Valverde | 5              | 0              | 0              | 1                   | 0                   | 0                   | 1            | 0            | 0            | 0                    | 0                    | 0                    | 0                        | 0                        | 0                        | 7      | 0     | 0            |
| 17     | Lucas Vázquez     | 3              | 1              | 0              | 1                   | 0                   | 0                   | 2            | 0            | 0            | 0                    | 0                    | 0                    | 0                        | 0                        | 0                        | 6      | 1     | 0            |
| 24     | Dani Ceballos     | 3              | 0              | 0              | 0                   | 0                   | 0                   | 1            | 0            | 0            | 1                    | 0                    | 0                    | 0                        | 0                        | 0                        | 5      | 0     | 0            |
| 23     | Sergio Reguilón   | 3              | 0              | 0              | 1                   | 0                   | 0                   | 0            | 0            | 0            | 0                    | 0                    | 0                    | 0                        | 0                        | 0                        | 4      | 0     | 0            |
| 11     | Gareth Bale       | 4              | 0              | 0              | 0                   | 0                   | 0                   | 0            | 0            | 0            | 0                    | 0                    | 0                    | 0                        | 0                        | 0                        | 4      | 0     | 0            |
| 20     | Marco Asensio     | 3              | 0              | 0              | 0                   | 0                   | 0                   | 0            | 0            | 0            | 1                    | 0                    | 0                    | 0                        | 0                        | 0                        | 4      | 0     | 0            |
| 22     | Isco              | 3              | 0              | 0              | 1                   | 0                   | 0                   | 0            | 0            | 0            | 0                    | 0                    | 0                    | 0                        | 0                        | 0                        | 4      | 0     | 0            |
| 8      | Toni Kroos        | 2              | 0              | 0              | 1                   | 0                   | 0                   | 0            | 0            | 0            | 0                    | 0                    | 0                    | 0                        | 0                        | 0                        | 3      | 0     | 0            |
| 31     | Javi Sánchez      | 1              | 0              | 0              | 0                   | 0                   | 0                   | 1            | 0            | 0            | 0                    | 0                    | 0                    | 0                        | 0                        | 0                        | 2      | 0     | 0            |
| 25     | Thibaut Courtois  | 2              | 0              | 0              | 0                   | 0                   | 0                   | 0            | 0            | 0            | 0                    | 0                    | 0                    | 0                        | 0                        | 0                        | 2      | 0     | 0            |
| 19     | Alvaro Odriozola  | 2              | 0              | 0              | 0                   | 0                   | 0                   | 0            | 0            | 0            | 0                    | 0                    | 0                    | 0                        | 0                        | 0                        | 2      | 0     | 0            |
| 7      | Mariano Díaz      | 2              | 0              | 0              | 0                   | 0                   | 0                   | 0            | 0            | 0            | 0                    | 0                    | 0                    | 0                        | 0                        | 0                        | 2      | 0     | 0            |
| 18     | Marcos Llorente   | 1              | 0              | 0              | 0                   | 0                   | 0                   | 1            | 0            | 0            | 0                    | 0                    | 0                    | 0                        | 0                        | 0                        | 2      | 0     | 0            |
| 5      | Raphael Varane    | 0              | 0              | 1              | 1                   | 0                   | 0                   | 0            | 0            | 0            | 0                    | 0                    | 0                    | 0                        | 0                        | 0                        | 1      | 0     | 1            |
| 3      | Jesús Vallejo     | 1              | 0              | 1              | 0                   | 0                   | 0                   | 0            | 0            | 0            | 0                    | 0                    | 0                    | 0                        | 0                        | 0                        | 1      | 0     | 1            |
| 9      | Karim Benzema     | 1              | 0              | 0              | 0                   | 0                   | 0                   | 0            | 0            | 0            | 0                    | 0                    | 0                    | 0                        | 0                        | 0                        | 1      | 0     | 0            |
| 28     | Vinícius Júnior   | 0              | 0              | 0              | 0                   | 0                   | 0                   | 1            | 0            | 0            | 0                    | 0                    | 0                    | 0                        | 0                        | 0                        | 1      | 0     | 0            |
| 1      | Keylor Navas      | 1              | 0              | 0              | 0                   | 0                   | 0                   | 0            | 0            | 0            | 0                    | 0                    | 0                    | 0                        | 0                        | 0                        | 1      | 0     | 0            |

### Buteurs (toutes compétitions)
(Mis à jour après le match Real Sociedad 3-1 Real Madrid, le 12 mai 2019)
| Rang                | Joueur              | Liga Santander | Coupe du Roi | Ligue des Champions | Supercoupe de l'UEFA | Coupe du monde des clubs | Total |
| ------------------- | ------------------- | -------------- | ------------ | ------------------- | -------------------- | ------------------------ | ----- |
| 1                   | Karim Benzema       | 21             | 4            | 4                   | 1                    | 0                        | 30    |
| 2                   | Gareth Bale         | 8              | 0            | 3                   | 0                    | 3                        | 14    |
| 3                   | Sergio Ramos        | 6              | 3            | 0                   | 1                    | 1                        | 11    |
| 4                   | Marco Asensio       | 1              | 3            | 2                   | 0                    | 0                        | 6     |
| 4                   | Isco                | 3              | 2            | 1                   | 0                    | 0                        | 6     |
| 5                   | Lucas Vázquez       | 1              | 3            | 1                   | 0                    | 0                        | 5     |
| 6                   | Casemiro            | 3              | 0            | 1                   | 0                    | 0                        | 4     |
| 6                   | Luka Modrić         | 3              | 0            | 0                   | 0                    | 1                        | 4     |
| 6                   | Mariano Díaz        | 3              | 0            | 1                   | 0                    | 0                        | 4     |
| 7                   | Marcelo             | 2              | 0            | 1                   | 0                    | 0                        | 3     |
| 7                   | Vinícius Júnior     | 1              | 2            | 0                   | 0                    | 0                        | 3     |
| 7                   | Dani Ceballos       | 3              | 0            | 0                   | 0                    | 0                        | 3     |
| 8                   | Marcos Llorente     | 0              | 1            | 0                   | 0                    | 1                        | 2     |
| 8                   | Raphael Varane      | 2              | 0            | 0                   | 0                    | 0                        | 2     |
| 9                   | Daniel Carvajal     | 1              | 0            | 0                   | 0                    | 0                        | 1     |
| 9                   | Alvaro Odriozola    | 0              | 1            | 0                   | 0                    | 0                        | 1     |
| 9                   | Cristo González     | 0              | 1            | 0                   | 0                    | 0                        | 1     |
| 9                   | Toni Kroos          | 0              | 0            | 1                   | 0                    | 0                        | 1     |
| 9                   | Javi Sánchez        | 0              | 1            | 0                   | 0                    | 0                        | 1     |
| 9                   | Jesús Vallejo       | 1              | 0            | 0                   | 0                    | 0                        | 1     |
| 9                   | Brahim Díaz         | 1              | 0            | 0                   | 0                    | 0                        | 1     |
| But contre son camp | But contre son camp | 3              | 0            | 0                   | 0                    | 1                        | 4     |
| Total               | Total               | 63             | 21           | 15                  | 2                    | 7                        | 108   |

(Les chiffres ci-dessus ne sont valables que pour les matchs officiels)
- Récapitulatif des buteurs madrilènes lors des matchs amicaux de la saison 2018-2019
  - 3 buts : Asensio, Bale
  - 2 buts : Benzema
  - 1 but : Mayoral

### Passeurs décisifs (toutes compétitions)
| Rang  | Joueur           | Liga Santander | Coupe du Roi | Ligue des Champions | Supercoupe de l'UEFA | Coupe du monde des clubs | Total |
| ----- | ---------------- | -------------- | ------------ | ------------------- | -------------------- | ------------------------ | ----- |
| 1     | Karim Benzema    | 6              | 1            | 2                   | 0                    | 1                        | 10    |
| 2     | Vinícius Júnior  | 0              | 6            | 2                   | 0                    | 0                        | 8     |
| 2     | Luka Modrić      | 6              | 0            | 1                   | 0                    | 1                        | 8     |
| 3     | Alvaro Odriozola | 2              | 4            | 0                   | 0                    | 0                        | 6     |
| 3     | Marcelo          | 2              | 1            | 1                   | 0                    | 2                        | 6     |
| 3     | Toni Kroos       | 4              | 0            | 2                   | 0                    | 0                        | 6     |
| 3     | Gareth Bale      | 3              | 0            | 2                   | 1                    | 0                        | 6     |
| 3     | Marco Asensio    | 5              | 1            | 0                   | 0                    | 0                        | 6     |
| 4     | Daniel Carvajal  | 2              | 2            | 1                   | 0                    | 0                        | 5     |
| 5     | Lucas Vázquez    | 3              | 0            | 1                   | 0                    | 0                        | 4     |
| 6     | Sergio Reguilón  | 2              | 0            | 1                   | 0                    | 0                        | 3     |
| 7     | Dani Ceballos    | 0              | 2            | 0                   | 0                    | 0                        | 2     |
| 8     | Isco             | 1              | 0            | 0                   | 0                    | 0                        | 1     |
| 8     | Sergio Ramos     | 1              | 0            | 0                   | 0                    | 0                        | 1     |
| 8     | Fran Garcia      | 0              | 1            | 0                   | 0                    | 0                        | 1     |
| 8     | Nacho            | 1              | 0            | 0                   | 0                    | 0                        | 1     |
| 8     | Brahim Díaz      | 1              | 0            | 0                   | 0                    | 0                        | 1     |
| Total | Total            | 39             | 18           | 13                  | 1                    | 4                        | 72    |

(Les chiffres ci-dessus ne sont valables que pour les matchs officiels)
- Récapitulatif des passeurs madrilènes lors des matchs amicaux de la saison 2018-2019
  - 2 passes : Carvajal
  - 1 passe : Théo, Ceballos, Vinícius, Vázquez, Bale

## Joueur du mois
Le joueur ayant le plus de nominations est nommé Joueur de la saison du Real Madrid.
Avec 4 nominations, Karim Benzema est le Joueur de la saison du Real Madrid.
| Août      | Gareth Bale     | [ 21 ] |
| Septembre | Luka Modrić     | [ 22 ] |
| Octobre   | Marcelo         | [ 23 ] |
| Novembre  | Karim Benzema   | [ 24 ] |
| Décembre  | Marcos Llorente | [ 25 ] |
| Janvier   | Karim Benzema   | [ 26 ] |
| Février   | Vinícius Júnior | [ 27 ] |
| Mars      | Karim Benzema   | [ 28 ] |
| Avril     | Karim Benzema   | [ 29 ] |

## Récompenses et distinctions
Le 24 juillet 2018, Zinedine Zidane est dans la liste des onze entraîneurs nommés pour le prix The Best, Entraîneur de la FIFA.
Cristiano Ronaldo, Luka Modrić et Raphael Varane sont nommés avec 7 autres joueurs pour le prix The Best, Joueur de la FIFA . Cristiano Ronaldo et Zinedine Zidane ne font plus partie de l'effectif et du staff du Real Madrid mais sont nommés grâce aux performances réalisées avec l'équipe première.
Le 9 août, l'UEFA dévoile plusieurs listes afin de récompenser les meilleurs joueurs par poste respectifs en Ligue des champions de l'UEFA 2017-2018. Les nommés sont : Keylor Navas (gardien de but), Sergio Ramos, Raphael Varane et Marcelo (défenseurs), Toni Kroos et Luka Modrić (milieux), Cristiano Ronaldo (attaquant) .
Le 20 août, Luka Modrić et Cristiano Ronaldo sont nommés parmi les trois finalistes pour remporter le Prix UEFA du Meilleur joueur d'Europe .
Le 30 août, lors du tirage au sort de la phase de groupes de la Ligue des champions de l'UEFA 2018-2019, plusieurs joueurs du Real Madrid sont récompensés : Keylor Navas est désigné meilleur gardien, Sergio Ramos est désigné meilleur défenseur, Luka Modrić est désigné meilleur milieu de terrain et Cristiano Ronaldo est désigné meilleur attaquant de l'année de la saison 2017-2018. De plus, Luka Modrić remporte le Prix UEFA du Meilleur joueur d'Europe, Ronaldo termine deuxième .
Le 3 septembre, Luka Modrić et Cristiano Ronaldo sont finalistes pour le prix The Best, Joueur de la FIFA, Zinédine Zidane est finaliste pour le prix The Best, Entraîneur de la FIFA, Gareth Bale et Cristiano Ronaldo sont nommés pour remporter le Prix Puskás de la FIFA. Thibaut Courtois est finaliste du prix The Best, Gardien de but de la FIFA. Ces récompenses seront attribuées lors des The Best FIFA Football Awards 2018 .
Le 24 septembre, Thibaut Courtois remporte le prix The Best, Gardien de but de la FIFA. Sergio Ramos, Marcelo, Raphael Varane, Luka Modrić, Thibaut Courtois et Cristiano Ronaldo figurent dans le FIFA/FIFPro World XI de l'année. Enfin, Modrić remporte le prix The Best, Joueur de la FIFA, Ronaldo termine deuxième .
Le 3 décembre, Luka Modrić remporte le Ballon d'or pour la 1re fois de sa carrière avec 753 points. Le reste du classement des autres madrilènes est : 7e Varane, 14e Courtois, 17es Gareth Bale et Karim Benzema, 19e Sergio Ramos, 22e Marcelo et 29e Isco . L'ancien joueur du Real Madrid Cristiano Ronaldo termine à la 2e place avec 476 points.
Le 22 décembre, Gareth Bale remporte le Ballon d'or de la Coupe du monde des clubs de la FIFA 2018 remportée par le Real Madrid.

## Autres statistiques

### Affluence
Affluence du Real Madrid à domicile